# Ogentroostspanner
De ogentroostspanner (Perizoma blandiata) is een nachtvlinder uit de familie van de spanners (Geometridae). 

## Kenmerken
De voorvleugellengte bedraagt tussen de 9 en 11 mm. De basiskleur van de vleugels is wit, met een bruine band langs de buitenranden. De voorvleugels hebben bovendien een middenband, die aan de costa een donkerbruin van kleur is, en meer naar achteren vaag is of soms zelfs ontbreekt. 

## Levenscyclus
De ogentroostspanner gebruikt ogentroost als waardplant. De eitjes worden afgezet op of bij de bloemknoppen. De rups is te vinden van juli tot september. De soort overwintert als pop. Er is jaarlijks een generatie die vliegt van eind juli tot augustus.

## Voorkomen
De soort komt verspreid van Europa tot Centraal-Azië voor. De ogentroostspanner is in Nederland en België een zeer zeldzame soort. 